# Алињи ан Морван
Алињи ан Морван (фр. Alligny-en-Morvan) насеље је и општина у источном делу централне Француске у региону Бургундија-Франш-Конте, у департману Нијевр која припада префектури Шато Шенон (град).
По подацима из 2011. године у општини је живело 672 становника, а густина насељености је износила 13,76 становника/km². Општина се простире на површини од 48,85 km². Налази се на средњој надморској висини од 600 метара (максималној 703 m, а минималној 410 m).

## Демографија
| 1962. | 1968. | 1975. | 1982. | 1990. | 1999. | 2011. |
| ----- | ----- | ----- | ----- | ----- | ----- | ----- |
| 735   | 809   | 734   | 709   | 679   | 656   | 672   |

График промене броја становника у току последњих година